# Trogloraptor marchingtoni
Trogloraptor là một chi nhện được tìm thấy trong các hang động miền tây nam Oregon. Nó là chi duy nhất của họ Trogloraptoridae, và gồm một loài duy nhất, Trogloraptor marchingtoni. Chúng chủ yếu có màu vàng-nâu với chiều dài sải chân tối đa là 3 in (7,6 cm).
Trogloraptoridae là một trong ba họ nhện mới được mô tả từ năm 1990. Tên loài (marchingtoni) được đặt để vinh danh nhà sinh học hang động nghiệp dư Neil Marchington.

## Phát hiện
Trogloraptor được nhận dạng lần đầu năm 2010 bởi Geo Graening, Neil Marchington, Ron Davis và Daniel Snyder, các nhà bảo vệ hang động tự nhiên từ Western Cave Conservancy. Chi này được mô tả năm 2012 bởi một nhóm nghiên cứu gồm các nhà nhện học Charles Griswold, Tracy Audisio và Joel Ledford của California Academy of Sciences. Mẫu gốc đực được được bắt tại hang M2 gần Grants Pass, Oregon ngày 29 tháng 7 năm 2010. Mẫu gốc cái được quận Josephine, Oregon ngày 16 tháng 9 năm 2010.
Nhà nghiên cứu chính Griswold phát biểu rằng Trogloraptor có lẽ đã giải thích cho huyền thoại nhện hang khổng lồ trong khu vực. Phát hiện này cũng đáng chú ý vì chỉ có hai họ nhện khác được mô tả từ năm 1990. Nhà nhện học người Mỹ Norman Platnick bình luận rằng nó "...cũng làm say mê các nhà nhện học như việc phát hiện loài khủng long mới với các nhà cổ sinh vật học."

## Phân loại
Trogloraptor chỉ gồm một loài duy nhất, Trogloraptor marchingtoni, và là chi duy nhất của họ Trogloraptoridae. Các nhà khoa học tin rằng họ này thuộc về siêu họ Dysderoidea. Họ hàng gần nhất còn sinh tồn của chúng là các loài của họ Oonopidae. Tuy nhiên, do Trogloraptor có nhiều đặc điểm khác lạ, gồm hệ hô hấp nguyên thủy, tách chúng thành họ riêng. Trogloraptoridae tách khỏi các họ nhện khác cách đây 130 triệu năm.
Tên loài (marchingtoni) được đặt để vinh danh nhà sinh học hang động nghiệp dư Neil Marchington. Tên chi (Trogloraptor) nghĩa là "kẻ cướp hang động".